# روبن مارتن
روبن مارتن هو سياسي كندي، ولد في 1875، وتوفي في 17 أبريل 1946. انتخب عضو المجلس التشريعي من ساسكاتشوان. في عام 1894 سافر غربًا إلى Boissevain مانيتوبا حيث افتتح متجرًا لبيع الملابس الرجالية و في عام 1906 انتقل إلى باتلفورد  ساسكاتشوان.في عام 1909 جاء إلى ماكلين وعُيّن مديراً لساحة للأخشاب. تزوج من مارثا إيرلندا في وقت لاحق من ذات العام حيث استقروا في منزل شمال ماكلين. عمل مارتن في أول مجلس بلدية لماكلين حيث كان عضوًا في مجلس إدارة المدرسة المحلية ومن ثم أصبح رئيس مجلس الإدارة